# کورال براون
کورال براون (انگلیسی: Coral Browne; ۲۳ ژوئیهٔ ۱۹۱۳ – ۲۹ مهٔ ۱۹۹۱) یک هنرپیشه اهل ایالات متحده آمریکا بود.
از فیلم‌ها یا برنامه‌های تلویزیونی که وی در آن نقش داشته‌است می‌توان به بهار دوم و خانم استون، زانادو اشاره کرد.